# Walther R. Seelmann-Eggebert
Walther R. Seelmann-Eggebert (* 22. Juli 1880 in Berlin; † 31. Dezember 1962) war ein deutscher Jurist.

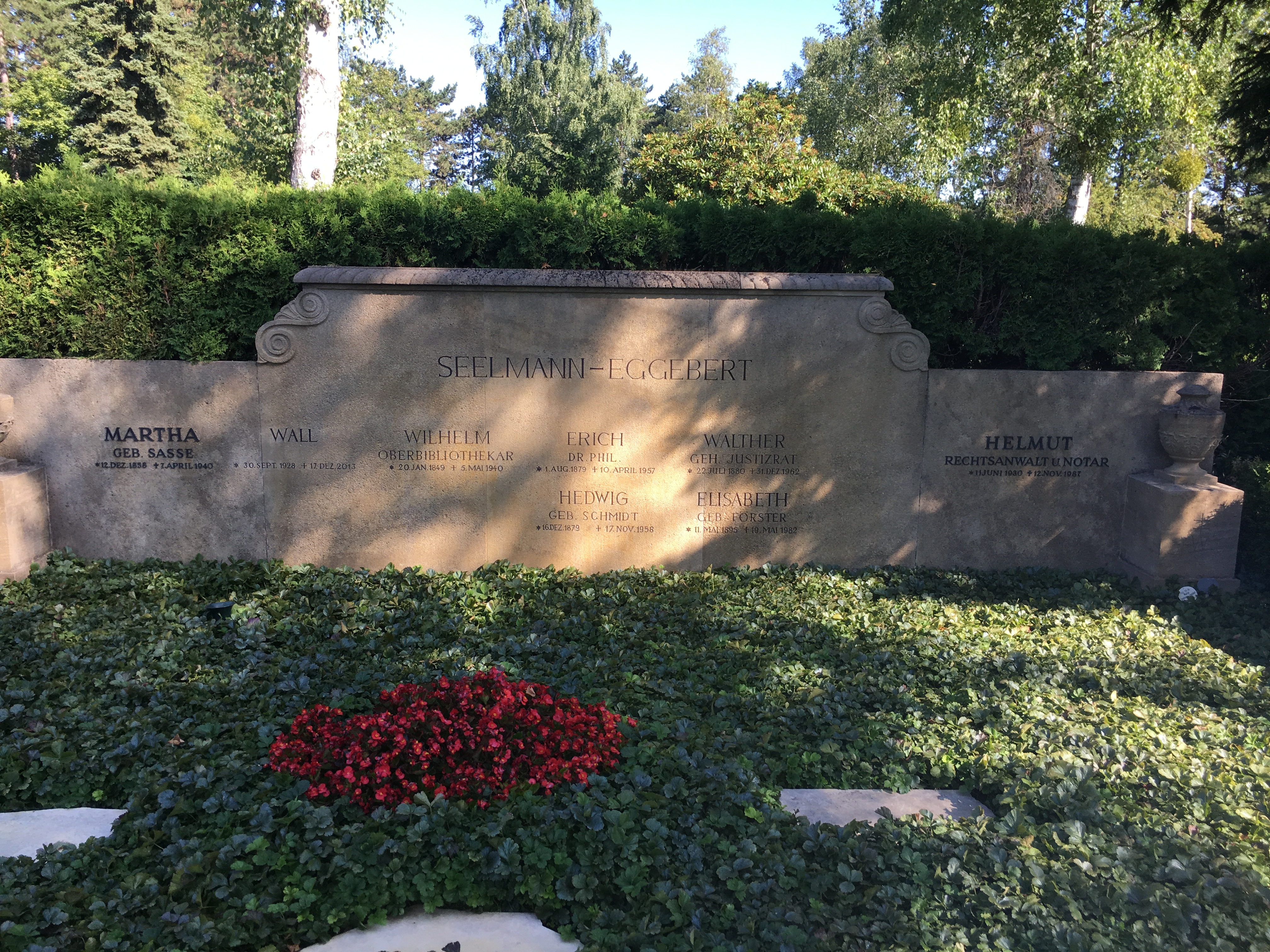
Familiengrabstätte Seelmann-Eggebert

## Leben
Seelmann-Eggebert war der Sohn von Wilhelm Seelmann-Eggebert und dessen Frau Martha, geb. Sasse. Seit dem 27. März 1920 war er mit Elisabeth, geb. Förster, verheiratet. Einer seiner Söhne ist der bekannte Journalist Rolf Seelmann-Eggebert (geb. 1937).
Bis 1927 war Seelmann-Eggebert Vorstandsmitglied der landwirtschaftlichen Pfandbriefbank AG (Roggenrentenbank) und Preussischen Pfandbriefbank.
Er war promovierter Jurist (Rechtsanwalt und Notar) sowie Geheimer Justizrat und vortragender Rat. Zudem übte er zeitweilig das Amt des Preußischen Justizministers aus.
Sein jüngster Sohn Rolf Seelmann-Eggebert berichtet, dass der protestantisch sowie deutschnational gesinnte Walther Seelmann-Eggebert als Berliner Notar spezialisiert war auf Erb- und Treuhandangelegenheiten adliger Familienvermögen (Fideikommisswesen). Er entwarf in seiner Kanzlei direkt neben dem Brandenburger Tor Testamente auch für viele Angehörige des hohen Adels. Insbesondere verfasste Walther Seelmann-Eggebert das Testament des abgesetzten und abgedankten vormaligen Kaisers Wilhelm II. während dessen Exilzeit in Doorn und besuchte Wilhelm und dessen zweite Ehefrau Hermine deshalb dort. Der Geburtstag Wilhelms wurde auch nach dessen Abdankung im Haus von Walther Seelmann-Eggebert stets am 27. Januar mit Gästen als besonderer Festtag in angemessener Kleidung (Frack, langes Kleid) begangen. Während der alliierten Luftangriffe wurde die Kanzlei mitsamt allen darin bewahrten notariellen Unterlagen – darunter auch solchen aus dem Hochadel und aus oppositionellen Kreisen – vollständig zerstört.
Ebenfalls berichtet der Sohn, dass Walther Seelmann-Eggebert nach dem Zweiten Weltkrieg zunächst Justitiar des neu zu gründenden Landes Niedersachsen bzw. Geschäftsführer des Gebietsrats wurde, der die Bildung dieses Bundeslands aus den bisherigen Landesteilen Land Hannover sowie den Freistaaten Braunschweig, Oldenburg und Schaumburg-Lippe vorbereitete. In diesem Rahmen habe Seelmann-Eggebert dann zunächst quasi als "rechte Hand" des neuen Ministerpräsidenten Hinrich Wilhelm Kopf (SPD) gearbeitet, bis sich Kopf und Seelmann-Eggebert, den die Linke gerne als "Hohenzollernknecht" bezeichnet hätte, nicht mehr vertrugen. Walther Seelmann-Eggebert ließ sich dann in Hannover als Rechtsanwalt und Notar nieder.
Walther R. Seelmann-Eggebert starb 1962 im Alter von 82 Jahren. Seine letzte Ruhestätte fand er im Familiengrab Seelmann-Eggebert auf dem Friedhof Zehlendorf.